# Поместная церковь
Поме́стная це́рковь — термин христианской экклезиологии, означающий религиозную организацию, находящуюся в определённом месте. 
Этот термин имеет различие в понимании у разных конфессий соответственно особенностям их канонического устройства. В православии Поме́стная це́рковь, обладает самостоятельностью во внутреннем управлении, имеет юрисдикцию на собственной территории, называемой канонической, в пределах одного или нескольких государств.

## В православии
В православной экклезиологии понятие используется применительно к частной (партикулярной) Церкви на территории отдельной провинции или государства, в противоположность Церкви вселенской (кафолической). В православии обычно подразумевает автокефальную либо автономную Церковь в пределах независимого государства.
Административное деление Вселенской Церкви строится на территориальном, а не этническом принципе. В нормальных условиях православные христиане любой народности, проживающие на одной территории, составляют один приход и окормляются одним епархиальным епископом, ибо, по слову апостола Павла, во Христе «нет ни Еллина, ни Иудея, ни обрезания, ни необрезания, варвара, Скифа, раба, свободного» (Колосс. 3, 11). В своём территориальном размежевании поместные Церкви сообразуются с политико-административным делением, с государственными и административными границами.
Архиепископ Василий (Кривошеин):
Поместная Церковь не является только частью Кафолической Вселенской Церкви, но её полным выявлением. Всецелым неуменьшенным выявлением в определенном месте. Она является Кафолической Церковью в известном месте, тождественною с Вселенскою Кафолическою Церковью, которая существует только в её поместных выявлениях, но в то же время (и здесь мы встречаемся с богословской антиномией) она не тождественна с Вселенской Церковью, отлична от неё. Троическая аналогия может помочь нам несколько проникнуть в этот экклезиологический парадокс. И мы можем пользоваться такими аналогиями, поскольку жизнь Церкви является отражением Троической Божественной Жизни, но мы должны это делать с осторожностью, помня то важное различие, что Божественная Жизнь троична, в то время как поместных Церквей не три, но много. Мы можем сказать таким образом, что как Божественные Лица — Отец, Сын и Дух Святой — не являются частями Пресвятой Троицы, но в каждом из Них все Божество полностью выявлено, так что каждое Божественное Лицо является истинным Богом, мы не можем однако сказать, что каждое лицо есть Пресвятая Троица или тождественна Ей. Подобным образом полнота Кафолической Церкви выявлена в каждой поместной Церкви, которые не являются „частями“ Вселенской, но не могут однако, быть просто отождествлены с ней.
С 2022 года существует 14 автокефальных поместных церквей и 3 Церкви (Американская, Украинская и Македонская), чей автокефальный статус признаётся только некоторыми Церквями.
| Диптих Московского патриархата | Диптих Константинопольского патриархата |
| --- | --- |
| Автокефальные церкви: | |
| 1. Антиохийская 2. Иерусалимская 3. Русская 4. Грузинская 5. Сербская 6. Румынская 7. Болгарская 8. Албанская 9. Польская 10. Чешских земель и Словакии 11. Православная церковь в Америке 12. Македонская | 1. Константинопольская 2. Александрийская 3. Антиохийская 4. Иерусалимская 5. Русская 6. Сербская 7. Румынская 8. Болгарская 9. Грузинская 10. Кипрская 11. Элладская (Греческая) 12. Польская 13. Албанская 14. Чешских земель и Словакии 15. Украинская |
| Автономные церкви: | |
| 1. Синайская 2. Финляндская 3. Японская 4. Китайская | 1. Синайская 2. Финляндская 3. Эстонская (апостольская) 4. Охридская |

- Православная церковь в Америке в автокефальном статусе признана Московским патриархатом и некоторыми другими автокефальными церквями, в основном — славянскими, остальные автокефальные церкви признают Православную церковь в Америке либо самоуправляемой церковью Московского патриархата, либо церковью с неопределённым каноническим статусом.
- Русская православная церковь исключила из диптиха Константинопольскую православную церковь в ответ на вмешательство в территорию УПЦ МП при подготовке к созданию Православной церкви Украины (14 сентября 2018 года)[5], в ответ на признание ПЦУ — Элладскую церковь (3 ноября 2019 года)[6][7], Александрийскую церковь (8 ноября 2019 года)[8][9] и Кипрскую православную церковь (20 ноября 2020)[10].
- Томос об автокефалии Македонской православной церкви, полученный от Сербской православной церкви, признан также церквями Русской, Болгарской, Польской, Румынской, Чешских земель и Словакии, сама же Македонская (Охридская) православная церковь официально рассматривает его как «рекомендацию к автокефалии», ожидая канонической автокефалии от Константинопольского патриархата[11][12][13].

Пределы поместных церквей традиционно имеют тенденцию сообразовываться с границами национально-государственного размежевания, но определённой нормы в отношении данного вопроса нет. Так, Московский патриархат после распада СССР в 1991 году простирает свою юрисдикцию на все страны бывшего СССР, кроме Грузии и (формально) Армении, а также Китай, Монголию и Японию. Распад Югославии и Чехословакии также не привёл к распаду соответствующих автокефальных православных церквей: Сербская православная церковь (автокефальная поместная православная Церковь на территории государств, ранее составлявших Югославию) и Православная церковь Чешских земель и Словакии. Границы канонической территории могут быть как привязаны к меняющимся границам государств, так и к конкретным территориям.
С 1990-х годов в связи с церковным расколом на Украине понятие некорректно употребляется как фактический синоним автокефальной церкви.